# BVB-Stadion
Das BVB-Stadion (auch: BVG-Stadion) ist eine Sportstätte im Berliner Ortsteil Lichtenberg des gleichnamigen Bezirks. Es wurde zwischen 1920 und 1922 erbaut und diente zuerst unter der Bezeichnung Straßenbahnerplatz der sportlichen Ertüchtigung der Mitarbeiter des in der Nähe gelegenen Straßenbahnhofs Lichtenberg. Die Berliner Verkehrsbetriebe sind – auch nach dem Mauerfall – noch immer die Betreiber. Zuerst wurde das Stadion umfassend saniert, dann musste die marode denkmalgeschützte Tribüne abgetragen werden. Die Sportstätte wird vom Betriebssportverein für verschiedene Sportarten genutzt.

## Lage und Ausstattung
Das Stadiongelände befindet sich im Norden des Ortsteils Lichtenberg an der Siegfriedstraße 71. Begrenzt wird es im Westen durch die Siegfriedstraße, im Norden durch ein Gewerbegebiet und im Osten sowie im Süden durch die Gleise der stillgelegten Industriebahn für die Großbetriebe in der Herzbergstraße. Früher befand sich östlich in direkter Nachbarschaft zum BVG-Stadion das Lichtenberger Stadion, das 1990 aufgegeben und bis zur Erweiterung des Landschaftsparks Herzberge stückweise von der Natur zurückerobert wurde. Seit den 2010er Jahren ist es total beseitigt, seine Fläche wurde in den Landschaftspark mit einbezogen.
Neben dem eigentlichen Hauptstadion gibt es auf dem Gelände noch zwei Kunstrasenplätze (ein Groß- sowie ein Kleinfeld), einen Tennisplatz, zwei Beachvolleyballanlagen, zwei Badmintonfelder sowie mehrere Funktionsbauten (Sportfunktionsgebäude). Zum Stadion gehören neben dem Rasenfußballplatz eine 400-Meter-Laufbahn und mehrere Leichtathletikanlagen.

## Geschichte des Stadions und weiterer Bauten

### Überblick

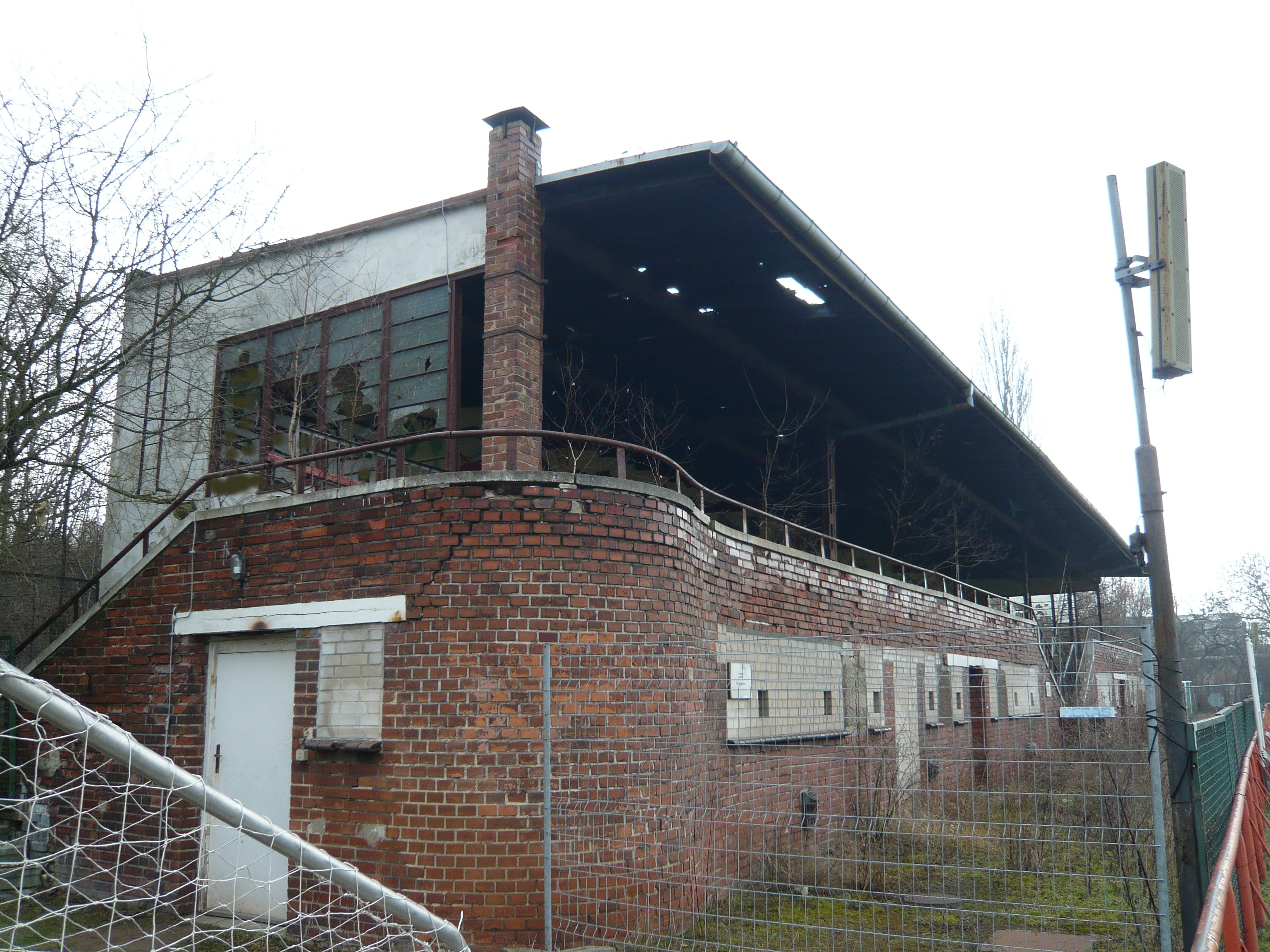
Tribünen-Ruine des BVG-Stadions, März 2009

Das Stadion wurde um 1920 direkt neben dem ebenfalls 1920 fertiggestellten Lichtenberger Stadion erbaut. Die überdachte Zuschauertribüne an der östlichen Längsseite des Stadions wurde dabei nach Plänen des Architekten Jean Krämer errichtet und stand bis zu ihrem Abriss 2015 unter Denkmalschutz. Als die BVG 1928 gegründet wurde, ging das Stadion in deren Besitz über und erhielt den Namen BVG-Stadion.

### Stadion
In den letzten Wochen des Zweiten Weltkriegs wurden auf dem Stadiongelände Fliegerabwehreinheiten der deutschen Wehrmacht stationiert und ein Munitionslager angelegt. Die von der Frankfurter Allee vordringenden Kämpfer der Roten Armee konzentrierten sich bei ihren Straßenkämpfen auf diesen Abschnitt. Zur Beseitigung der Trümmer, die durch Kämpfe und Bombenabwürfe an den großen benachbarten Industriebetrieben entstanden waren, richtete die Bezirksverwaltung Lichtenberg zwischen 1945 und 1948 eine kleine Trümmerbahnstrecke vom Stadiongelände über die Reinhardsbrunner Straße bis zur heutigen Straße Am Wasserwerk ein. Die alten Flakstellungen wurden dabei mit Trümmern eingeschüttet.
Nach der Schuttkippung übernahm ab 1948 die BVG ihren Platz wieder. Er diente nun als Betriebssportplatz für die neu gegründete SV Berliner VG 49. In den 1970er Jahren wurde die Sportanlage in BVB-Stadion umbenannt, was aus Namensstreitigkeiten zwischen den Ost- und West-Berliner Verkehrsgesellschaften resultierte.
Nach dem Mauerfall 1989 wurden die Gesamt-Berliner Verkehrsbetriebe wieder Eigentümer der Sportanlage. Sie ließen das BVB-Stadion Ende der 1990er Jahre sanieren. Bei den Erdarbeiten fanden die Arbeiter über fünf Tonnen teilweise noch scharfer Munition sowie eine 250 Kilogramm schwere Fliegerbombe, die beseitigt wurden. Danach erhielt das Stadion eine neue Rasenfläche und kann wieder uneingeschränkt bespielt werden.

### Schwimmbad

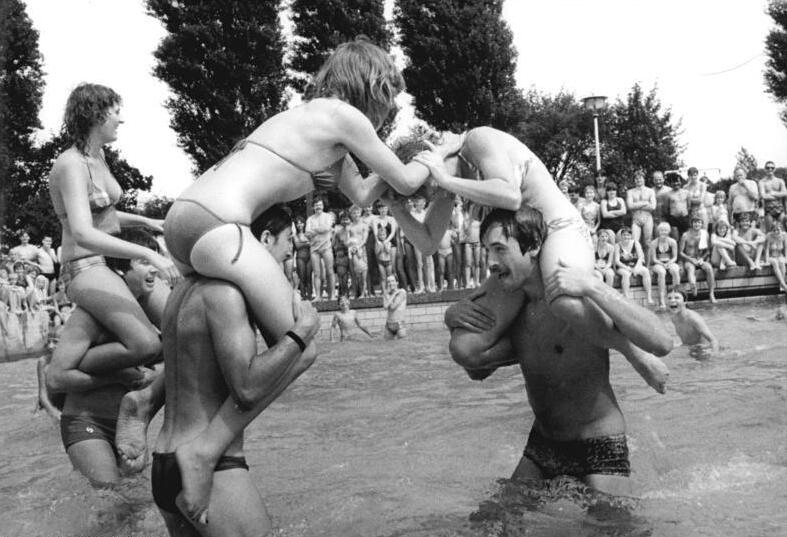
Neptunfest im Freibad, 1985

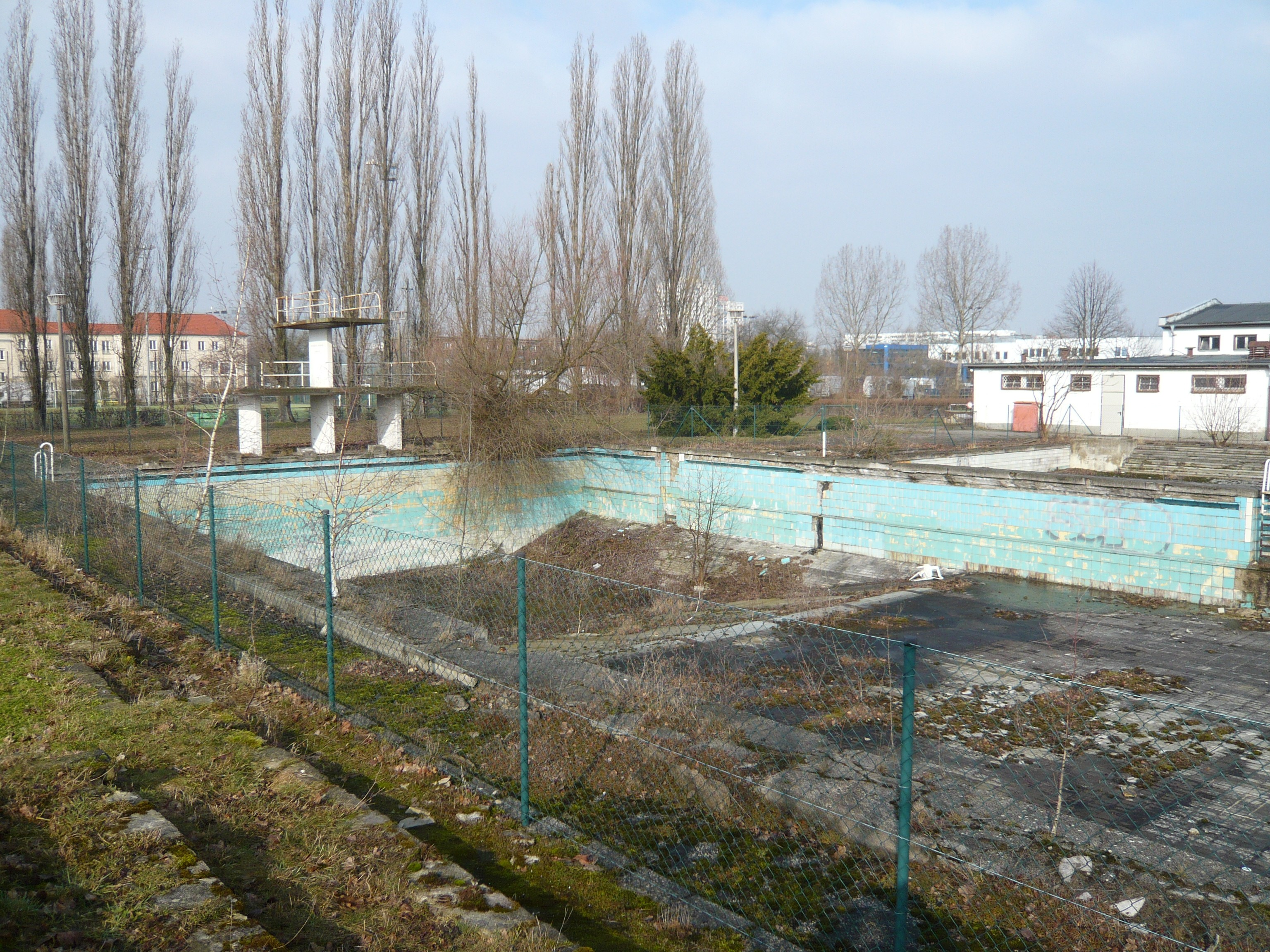
Ehemaliges Freibad im März 2009

Bei der Anlage des BVG-Stadions wurde auf einer Fläche von ca. 20.000 m² nördlich des Stadionrunds im Jahr 1928 auch ein Freibad gebaut. Es diente ausländischen Schwimm-Wettkämpfern als Trainingsstätte für die Olympischen Sommerspiele 1932 und 1936.
Nach dem Zweiten Weltkrieg erfolgte zunächst keine sportliche Nutzung des Schwimmbeckens, bis die DDR in den 1960er Jahren die Anlagen überarbeiten ließ und das Freibad wieder eröffnete. Als Sommervolksbad war es bis in die späten 1980er Jahre in Benutzung und wurde BVB-Freibad genannt. Die jugendlichen Teilnehmer an den Zeltlagern auf dem früheren Gelände des Lichtenberger Stadions waren häufig zu Gast im Schwimmbad. Ab den 1990er Jahren war es ohne Totalsanierung nicht mehr nutzbar und wurde deshalb abgetragen.

### Ballsportanlagen, neue Sanierung und aktuelle Nutzung
Auf der Fläche des ehemaligen Freibades wurden 2019 zwei Beachvolleyballanlagen, ein Kleinspielfeld für Fußball mit Trainingsplatzbeleuchtungsanlage und zwei Badmintonfelder errichtet. Das Kleinspielfeld ist mit einem sandverfüllten Kunstrasen ausgestattet. Das Bauvorhaben kostete rund 795.000 Euro.
Im Jahr 2015 wurde die Tribüne mit Genehmigung der Unteren Denkmalschutzbehörde abgerissen und somit aus der Berliner Denkmalliste entfernt.
Mit finanzieller Unterstützung der Berliner Wasserbetriebe führte die BVG in den 2010er Jahren eine weitere umfassende Sanierung des Sportkomplexes durch. Im Herbst 2021 waren zunächst die Ballspielplätze (ein Großspielfeld, zwei Kleinspielfelder) wieder spielbereit. Eine 250-m-Laufbahn, leichtathletische Nebenanlagen, Federball-/Badminton-, Tennis- und Volleyballplätze wurden eröffnet. Im Mai 2022 konnte auch die Modernisierung der Funktionsgebäude erfolgreich beendet werden. Der Stadionumbau kostete rund fünf Millionen Euro, die sonstigen Arbeiten des Gebäudes werden mit 1,3 Millionen Euro beziffert. Neben dem SV BVB sollen die Sportanlagen nun auch für weitere sieben Regionalsportvereine genutzt werden.

### Klubhaus mit Tribüne
Der Träger des BVB-Stadions, der Bezirk Lichtenberg, errichtete bis 2010 gegenüber der ehemaligen Tribüne ein mehrgeschossiges Klubhaus auf dem Gelände, das den Anforderungen an eine weitere sportliche Nutzung voll genügt. In Form, Abmessungen und Steinsichtigkeit lehnt sich das neue Haus an die historische Tribüne an. Es kann auch als Tribüne für wenige Zuschauer dienen.